# 방돔 광장

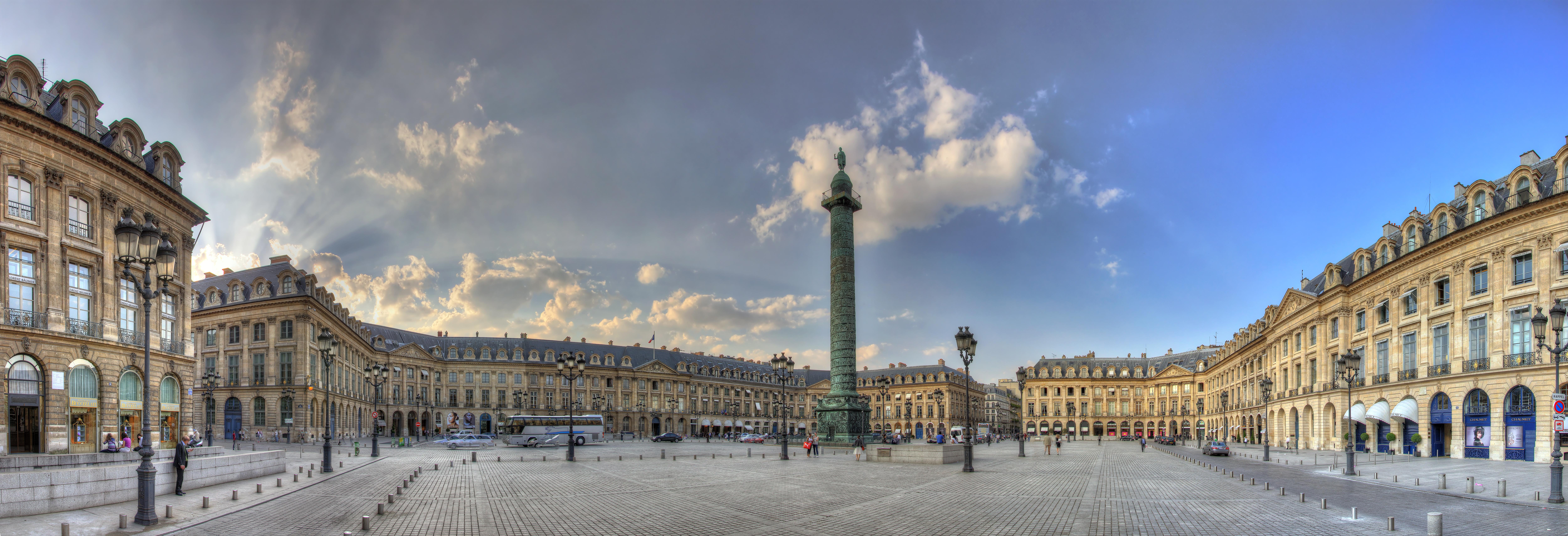
프랑스 파리의 방돔 광장

방돔 광장(프랑스어: Place Vendôme, 이전 명칭: Place Louis-le-Grand, Place Internationale)은 프랑스 파리 1구의 광장이다. 튀일리 정원의 북쪽, 마들렌 사원의 동쪽에 있다. 뤼드라페의 시작점이다. 쥘 아르두앙 망사르의 건축물이 존재한다. 광장 중심부의 최초의 방돔 기둥은 나폴레옹 보나파르트가 아우스터리츠 전투를 기념하기 위해 세웠다.

## 대중 문화
방돔 광장은 호텔 리츠 파리 등 패셔너블한 디럭스 호텔로 유명세를 떨쳤다. 수많은 유명한 드레스 디자이너들이 광장에 자신만의 살롱을 세웠다.
니콜 가르시아 감독, 카트린 드뇌브 주연의 방동 괌장이라는 1998년 영화가 있다.

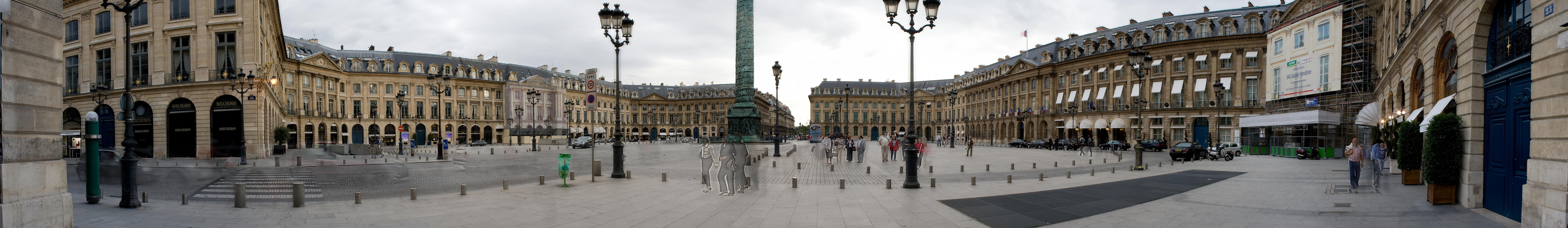
방돔 광장의 파로나믹 뷰

## 저명한 주민
- 프란츠 안톤 메스머: 독일의 의사
- 앤 리스터: 잉글랜드의 지주
- 프레데리크 쇼팽: 폴란드의 작곡가
- 코코 샤넬: 패션 디자이너